# Herbert Rudley
Herbert Rudley, född 22 mars 1910 i Philadelphia, Pennsylvania, död 9 september 2006 i Los Angeles, Kalifornien, var en amerikansk skådespelare. 

## Filmografi i urval
- 1944 – Abraham Lincoln - en folkets man
- 1944 – Det sjunde korset
- 1944 – Äktenskapet - en privatsak?
- 1945 – En stackars miljonär
- 1945 – Rhapsody in Blue
- 1945 – Attack i sol
- 1948 – Casbah - den förbjudna staden
- 1948 – Ärret
- 1948 – Jeanne d'Arc
- 1955 – Hovnarren
- 1955 – Tummen opp
- 1956 – Pippi i pyjamas
- 1956–1957 – Krutrök (TV-serie)
- 1958 – De unga lejonen
- 1958 – Bravados
- 1958–1959 – 77 Sunset Strip (TV-serie)
- 1958–1962 – Perry Mason (TV-serie)
- 1959 – Älskade otrogna
- 1962 – Drömsheriffen
- 1981 – Dallas (TV-serie)